# Netowzy
Die Netowzy (russisch Нетовцы, wiss. Transliteration Netovcy, auch engl. Netovtsy) oder Spassowo soglassije (Спасово согласие, wiss. Transliteration Spasovo Soglasie) sind eine Abspaltung der priesterlosen Altgläubigen. Sie entstand Ende des 17. Jahrhunderts im mittleren Wolgagebiet und war ursprünglich nicht mit den nördlichen Priesterlosen (Feodosijaner und Pomorzy) verbunden. Als ihr Gründer gilt Kosma Andrejew.